# Kościół Wniebowzięcia Najświętszej Maryi Panny w Tatrzańskiej Łomnicy
Kościół Wniebowzięcia Najświętszej Maryi Panny – kościół rzymskokatolicki znajdujący się w Tatrzańskiej Łomnicy, części miasta Wysokie Tatry na Słowacji. Jest on kościołem filialnym parafii w Wysokich Tatrach.
Pomysł wybudowania kościoła w Tatrzańskiej Łomnicy narodził się wśród kuracjuszy i turystów przybywających do niej. Wówczas nawet słowacka aktorka Júlia Kopácsa-Karczágova ogłosiła, że jest gotowa sfinansować budowę świątyni. Z nieznanych nam powodów jej oferta nie została przyjęta. W 1889 ostatecznie postanowiono wybudować kościół. Budowę ukończono w 1900 roku na niedługo przed rozpoczęciem sezonu letniego. Kościół należał wówczas do parafii w Huncowicach. W okresie powojennym rozpoczęto rozbudowę kościoła. Budowa rozpoczęła się w 1969 roku, lecz potrzebne pozwolenie udało się uzyskać dopiero w latach osiemdziesiątych. Zakończyła się ona wybudowaniem nowej wieży w 1989 roku. W 2008 roku natomiast urządzono nowy wystrój prezbiterium. Powstało nowe tabernakulum, ołtarz i ambona. Od okresu powojennego kościół Wniebowzięcia NMP pełni funkcję kościoła filialnego parafii w Wysokich Tatrach.